# Adolph Kolping

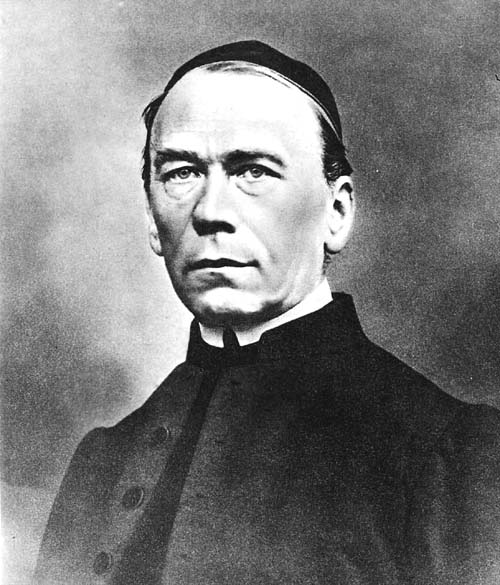
Adolph Kolping

Adolph Kolping  (n. 8 decembrie 1813, Kerpen – d. 4 decembrie 1865, Köln) a fost un preot catolic german, care a fost deosebit de angajat în problemele sociale. El a fost cel care a întemeiat Fundația Kolping, care azi este o organizație socială internațională.

## Date biografice
Adolph Kolping a fost al patrulea născut în familia formată din cinci copii a oierului Peter Kolping. De copil a cunoscut sărăcia, între anii 1820 - 1826 urmează cursurile școlii primare. La vârsta de 12 ani este dat de părinți ca ucenic de cizmar. Cu toate greutățile financiare îndurate, mai târziu el va descrie copilăria lui, ca o copilărie fericită. Între anii 1829 - 1832 lucrează în localitățile Sindorf, Düren și Lechenich ca și calfă de cizmar. El refuză oferta meșterului său din Köln, de a căsători cu fiica acestuia și de a prelua atelierul de cizmărie. Kolping era șocat de condițiile deosebit de vitrege la care erau supuși ucenicii. La vârsta de 22 de ani din cauza unei boli este nevoit de a renunța la meseria de cizmar. Doi ani mai târziu, la 24 de ani, urmează cursurile unui gimnaziu, ca apoi să studieze teologia în München  (1841-1842) și Bonn (1842-1844). În timpul studiului el a fost sprijinit din punct de vedere financiar printre alții de Maria Helena Meller, fiica unui om bogat, a cărui oi au fost păzite de tatăl lui Adolph. La data de 13 aprilie 1845 este numit capelan în Elberfeld, azi localitatea fiind un cartier al orașului  Wuppertal. Din anul 1849 începe să se preocupe de întemeierea fundației sociale, care azi îi poartă numele și care a devenit o organizație internațională. În Kerpen există un muzeu numit Casa Kolping.

## Urmașii săi, care i-au continuat opera
- 1866–1901: Sebastian Georg Schäffer
- 1901–1924: Franz Hubert Maria Schweitzer
- 1924–1944: Theodor Hürth
- 1945–1947: Johannes Dahl
- 1948–1961: Bernhard Ridder
- 1961–1972: Heinrich Fischer
- 1972–2002: Heinrich Festing
- 2002–2011: Axel Werner
- din 2011: Ottmar Dillenburg